# Elisabetta Vignotto
Elisabetta „Betty“ Vignotto (* 13. Januar 1954 in San Donà di Piave) ist eine ehemalige italienische Fußballspielerin.

## Werdegang

### Vereinsspielerin
Vignotto gehörte ab 1970 zu den erfolgreichsten Stürmerinnen im italienischen Frauenfußball. Bereits in ihrem ersten Jahr beim Gommagomma schoss sie in 22 Spielen 18 Tore. Noch besser verlief die folgende Saison bei Real Juventus, in der sie in 18 Spielen insgesamt 51 Tore schoss. Damit schoss sie durchschnittlich 2,3 Tore pro Spiel. In der Folge wechselte Vignotto zwischen den italienischen Frauenfußballvereinen hin und her und war nie länger als drei Jahre bei einem Verein unter Vertrag. Ihre letzten Vereinsspiele bestritt sie von 1988 bis 1990 beim Reggiana Calcio Femminile. In 57 Spielen gelangen ihr noch einmal 34 Tore, bevor sie ihre Karriere schließlich beendete.

### Nationalmannschaft
Vignotto spielte zwischen 1970 und 1989 insgesamt 109 Spiele (laut FIFA 110 Spiele) für die Italienische Nationalmannschaft, in denen sie 107 Tore schoss. Der Italienische Fußballverband gibt nur 97 Spiele und 95 Tore an. Vignotto hielt mit ihrer Statistik bis 1999 den internationalen Rekord bei den Frauen, bis sie von Mia Hamm überholt wurde, die im Mai ihr 108. Tor schoss.

### Nach der aktiven Zeit
Auch nach ihrer aktiven Zeit engagiert sich Vignotto aktiv für den Frauenfußball in Italien und führt aktuell als Vorsitzende die Abteilung Frauenfußball beim italienischen Fußballverband.